# Jean Sauclière
Jean Edgard Pierre Sauclière, né le 22 août 1890 à Puteaux (Seine) et mort en service aérien commandé le 27 mars 1918, était un aviateur français. Pilote de chasse à l'escadrille N 79 durant la Première Guerre mondiale, quatre fois cité à l'Ordre de l'Armée, il est célèbre pour avoir été le pilote d'essai de l'unique prototype du seul avion conçu par Gustave Eiffel, le constructeur de la Tour Eiffel. Il n'a pas survécu au premier vol d'essai.

## Distinctions
- Croix de guerre 1914–1918.
- Chevalier de la Légion d'honneur.